# Friedrich Mieth
Friedrich Mieth (4 de junio de 1888, Eberswalde/Brandenburg - 2 de septiembre de 1944, Jassy/Rumania) fue General de Infantería durante la Segunda Guerra Mundial.

## Inicios
El 26 de marzo de 1906 fue cadete en el Batallón de Cazadores N.º 2, donde el 16 de agosto de 1907 fue ascendido a Teniente. En primer lugar, en la Primera Guerra Mundial, participó como comandante de la compañía y director de personal. Después de la guerra, fue trasladado al Ejército, en el personal de servicio y trabajó en el Ministerio de Defensa. El 1 de marzo de 1935 ascendido a teniente coronel, fue seguido el 1 de marzo de 1935 que fue promovido a coronel, el 10 de junio de 1936 fue nombrado como comandante del 27.º Regimiento de Infantería. El 1 de abril de 1938 fue promovido a Mayor general, fue nombrado jefe de Estado Mayor del XII Cuerpo de Ejército y el estallido de la guerra, jefe de personal del 1.º Ejército.

## Segunda Guerra Mundial
El 10 de febrero de 1940, fue 1.º Alto Mando Superior del Estado Mayor del Ejército, donde el 1 de marzo de 1940 fue ascendido a Teniente General. El 25 de junio de 1940 fue Jefe de la Comisión de Armisticio en Francia. Posteriormente, fue el 10 de diciembre de 1940 como Comandante de la 112.ª División de Infantería, que dirigió desde junio de 1941 en Rusia. El 26 de diciembre de 1941 fue galardonado con la Cruz Alemana en oro. El 24 de noviembre de 1942 fue comandante general de las Tropas de Seguridad en el área de Retaguardia del Grupo de Ejércitos Don, y del 1 de abril de 1943 comandante del Cuerpo de Mieth. El 20 de abril de 1943 fue ascendido a general de Infantería y el 20 de julio de 1943 comandante general del IV Cuerpo de Ejército. Por sus logros y liderazgo durante las campañas defensivas de 1943/1944, el 2 de noviembre de 1943 con la Cruz de Caballero de la Cruz de Hierro otorgada. El 1 de marzo de 1944 con la Cruz de Caballero de la Cruz de Hierro de Hojas de Roble otorgada. El 2 de septiembre de 1944 fue muerto en acción en el caldero de Jassy.